# 丽安·威尔金森
丽安·威尔金森（英語：Rhian Wilkinson，1982年5月12日—），加拿大女子足球运动员。她曾代表加拿大国家队参加2008年、2012年和2016年夏季奥林匹克运动会足球比赛，获得二枚铜牌。